# Soulja Slim
James Adaryll Tapp, Jr., född 9 september 1977, död 26 november 2003, mest känd under sitt artistnamn Soulja Slim, var en amerikansk rappare från New Orleans i Louisiana. Han är känd för att ha skrivit låten "Slow Motion" 2003.

## Död
Den 26 november 2003 blev Soulja Slim skjuten vid sin mors och styvfars hus i Gentilly i New Orleans. Han blev träffad tre gånger i bröstet och en gång i ansiktet.